# Порецкое (Ульяновская область)
Порецкое — село в составе Спешнёвского сельского поселения Кузоватовского района Ульяновской области.

## География
Находится у реки Свияга на расстоянии примерно 32 километра по прямой на северо-северо-восток от районного центра — посёлка Кузоватово.

## История
В 1913 году в селе было учтено дворов 158, жителей 733, церковь и школа. В поздний советский период работал колхоз «Путь Ильича».

## Население
Население составляло 217 человек в 2002 году (94 % русские), 117 по переписи 2010 года.